# بهنام صفوی
سید بهنام صفوی (۱۵ تیر ۱۳۶۲ – ۲۳ اردیبهشت ۱۳۹۸) خواننده، آهنگساز و تنظیم‌کننده پاپ اهل ایران بود.

## زندگی شخصی
بهنام صفوی، در ۱۵ تیر ۱۳۶۲ در شیراز متولد شد. او فرزند دوم خانواده‌ای ۵ نفره بود و یک خواهر بزرگ‌تر به نام بهناز و خواهری کوچک‌تر به نام مهرناز دارد. وی دو هفته پس از تولدش به بندر ماهشهر رفت و تا ۱۶ سالگی در بندر ماهشهر زندگی کرد. بهنام صفوی، اصالتاً جنوبی است. بعد از آن در دانشگاه نجف‌آباد در اصفهان پذیرفته شد و تحصیلاتش را در مقطع کارشناسی ارشد رشتهٔ مهندسی عمران ادامه داد و بعد از تحصیلش در اصفهان به تهران آمد و تا سال ۱۳۹۷ در تهران ساکن بود. بهنام صفوی، در اسفند ۱۳۹۰ با هدی خادمی ازدواج کرد که حاصل این ازدواج پسری به نام سام بود.

## زندگی هنری
موسیقی را از دوران کودکی با ساز پیانو به صورت خودآموز آغاز کرد؛ سپس به فراگیری سازهای کوبه‌ای پرداخت. نخستین آلبوم رسمی‌اش را با نام عشق من باش در سال ۱۳۸۸ روانهٔ بازار کرد. برگزاری کنسرت‌های متعدد داخلی و خارجی از فعالیت‌های بهنام صفوی بود. وی در سال ۱۳۸۵ قطعهٔ «تمنا» را منتشر کرد که مورد استقبال فراوان قرار گرفت و همین انگیزه‌ای برای تولید آلبوم اولش «عشق من باش» شد. بهنام صفوی، یکی از ستارگان جوان موسیقی پاپ ایرانی به‌شمار می‌رفت و طرفداران زیادی داشت. به بهنام صفوی سلطان آرامش و پسر مؤدب موسیقی ایران می‌گفتند.

## بیماری و درگذشت
وی از سال ۱۳۹۲ دچار تومور مغزی شده بود که با پیشرفت این بیماری در صبح ۲۹ تیر ۱۳۹۴ مجبور به عمل جراحی شد. حال بهنام صفوی بعد از عمل جراحی در ایران بسیار بهتر شده بود و حتی آلبوم جدید خودش به نام «معجزه» را هم منتشر کرد و کنسرت‌ها و اجراهای زیادی را نیز برگزار کرد. همچنین چندین تک‌آهنگ را هم بعد از عمل خود منتشر کرد، اما در سال ۱۳۹۶ دوباره بیماری وی تشدید شد و این‌بار برای درمان به آلمان سفر کرد و توسط مجید سمیعی در بیمارستان آی‌ان‌آی در هانوفر، آلمان، تحت عمل جراحی دوباره قرار گرفت و بعد از عمل جراحی خود در آلمان به ایران بازگشت. بهنام صفوی در طول سال‌های ۱۳۹۶ و ۱۳۹۷ درگیر درمان مجدد بود تا اینکه در تاریخ ۵ دی ۱۳۹۷ حال او به وخامت کشیده‌شده و به مدت ۴۳ روز در بیمارستانی در تهران بستری شد. او بعد از این دوره بخاطر وضعیت آب و هوا به اصفهان آمد و با بدتر شدن مجدد حالش در تاریخ ۲۷ فروردین ۱۳۹۸ در بیمارستان میلاد اصفهان بستری شد. وی بعد از ۲۷ روز بستری شدن در این بیمارستان، سرانجام ۲۳ اردیبهشت ۱۳۹۸، پس از تحمل ۶ سال بیماری در بیمارستان میلاد اصفهان درگذشت و به خاطر سکونت خانواده‌اش در شاهین‌شهر، در قطعهٔ هنرمندان بهشت معصومه شاهین‌شهر به خاک سپرده‌شد.

### خاکسپاری و یادبود
پیکر بهنام صفوی را ۲۵ اردیبهشت ۱۳۹۸ به خاک سپردند. مراسم تشییع پیکر او، ساعت ۱۰ صبح در خانه هنرمندان اصفهان برگزار شد. این مراسم با حضور هواداران وی انجام شد. سپس پیکر وی را برای خاکسپاری به آرامستان بهشت معصومه شاهین‌شهر انتقال دادند. در شاهین‌شهر هزاران نفر برای خاکسپاری بهنام صفوی حضور پیدا کرده بودند، و به گفتهٔ مسئولین این استقبال مردم برای تشییع یک هنرمند بی‌نظیر بوده است. مراسم هفتمین روز درگذشت بهنام صفوی در مسجد جامع شهرک غرب تهران با حضور هنرمندان و طرفدارانش برگزار شد. مراسم‌های بزرگداشت بهنام صفوی در شهرهای بندر ماهشهر، اصفهان، شیراز و تهران نیز برگزار شد. هنرمندانی از قبیل علیرضا افتخاری، محمد علیزاده، سیروان خسروی، زانیار خسروی، شهاب رمضان، بهنام بانی، علی لهراسبی، امیرعباس گلاب، گروه سون، شهرام شکوهی، احسان خواجه‌امیری، سعید شهروز، روزبه بمانی، حسین شریفی، سید جواد هاشمی، مسعود ده‌نمکی، هومن حاجی‌عبداللهی، محسن افشانی، امیرمحمد متقیان، پرویز شفیع‌زاده و … در مراسم هفتمین روز درگذشت او در تهران حضور داشتند.

### تحلیل رسانه‌ها
با توجه به اینکه درگذشت مرتضی پاشایی دیگر خواننده موسیقی پاپ تبدیل به یک پدیده اجتماعی بی‌سابقه در سطح جامعه ایرانی شد که رسانه‌ها و جامعه‌شناسان را به تحلیل و بررسی علت این موضوع واداشت اما برای صفوی چنین اتفاقی نیفتاد خبرگزاری ایسنا در مقاله‌ای با تیتر «چرا بهنام صفوی مرتضی پاشایی نشد» نوشت: هر دو خواننده پاپ هستند. هر دو محبوبند. هر دو یک‌باره بیمار می‌شوند و به فاصله چند سال از این دنیا می‌روند؛ اما درگذشت اولی پدیده می‌شود و دیگری نه. چرا؟!

## ترانه‌شناسی

### آلبوم‌ها
| نام آلبوم      | انتشار | توضیحات | تعداد قطعات |
| -------------- | ------ | ------- | ----------- |
| بگو دوستم داری | ۱۳۸۳   | غیررسمی | ۹ قطعه      |
| عشق من باش     | ۱۳۸۸   | رسمی    | ۹ قطعه      |
| آرامش          | ۱۳۹۰   | رسمی    | ۹ قطعه      |
| فوق‌العاده      | ۱۳۹۳   | رسمی    | ۱۱ قطعه     |
| معجزه          | ۱۳۹۵   | رسمی    | ۱۳ قطعه     |

#### ۱۳۸۸ - عشق من باش
| نام          | ترانه‌سرا        | آهنگساز    | تنظیم        |
| ------------ | --------------- | ---------- | ------------ |
| عشق من باش   | زانیار خسروی    | بهنام صفوی | سیروان خسروی |
| خسته شدم     | ساغر شفیعی      | بهنام صفوی | سیروان خسروی |
| غرور         | رضا ناظری       | حمید عسکری | سیروان خسروی |
| تمنا         | ساغر شفیعی      | بهنام صفوی | بهنام صفوی   |
| رفیق نیمه‌راه | شهرزاد طباطبایی | بهنام صفوی | سیروان خسروی |
| بی‌تو امشب    | زهرا کلاته      | بهنام صفوی | بهنام صفوی   |
| تبریک        | علی بحرینی      | شهاب رمضان | سیروان خسروی |
| بی‌قرار       | ساغر شفیعی      | بهنام صفوی | بهنام صفوی   |
| دل خسته      | رضا ناظری       | بهنام صفوی | بهنام صفوی   |

#### ۱۳۹۱ - آرامش
| نام                 | ترانه‌سرا       | آهنگساز    | تنظیم        |
| ------------------- | -------------- | ---------- | ------------ |
| دلتنگتم             | محمد کاظمی     | بهنام صفوی | سیروان خسروی |
| دست خودم نیست       | محمد کاظمی     | بهنام صفوی | سیاوش صدری   |
| کاش خدا منو ببینه   | دانیال طهماسبی | بهنام صفوی | سیروان خسروی |
| آرامش               | مریم اسدی      | بهنام صفوی | بهنام صفوی   |
| چه بی‌اندازه میخوامت | مریم اسدی      | بهنام صفوی | سیروان خسروی |
| عشق بی‌نظیر          | محمد کاظمی     | بهنام صفوی | زانیار خسروی |
| خاطره‌های قدیم       | امیر ارجینی    | شهاب رمضان | بهنام صفوی   |
| باور                | پگاه موسوی     | شهاب رمضان | زانیار خسروی |
| پشیمونم             | محمد کاظمی     | بهنام صفوی | امیر عظیمی   |

#### ۱۳۹۳ - فوق‌العاده
| نام              | ترانه‌سرا   | آهنگساز    | تنظیم                     |
| ---------------- | ---------- | ---------- | ------------------------- |
| فوق‌العاده        | محمد کاظمی | بهنام صفوی | کوشان حداد                |
| خاطره            | محمد کاظمی | بهنام صفوی | غلامرضا صادقی، بهنام صفوی |
| اولین قرار       | محمد کاظمی | بهنام صفوی | کوشان حداد                |
| فهمید            | محمد کاظمی | بهنام صفوی | کوشان حداد                |
| آشتی             | محمد کاظمی | بهنام صفوی | غلامرضا صادقی، بهنام صفوی |
| بگو آره          | محمد کاظمی | بهنام صفوی | غلامرضا صادقی             |
| رفیقم باش        | محمد کاظمی | بهنام صفوی | غلامرضا صادقی، بهنام صفوی |
| یادته            | محمد کاظمی | بهنام صفوی | غلامرضا صادقی             |
| چند بار عاشق شدی | مریم اسدی  | بهنام صفوی | غلامرضا صادقی، بهنام صفوی |
| سوءتفاهم         | محمد کاظمی | بهنام صفوی | کوشان حداد                |
| چقدر خوبه        | محمد کاظمی | بهنام صفوی | بهنام صفوی                |

#### ۱۳۹۵ - معجزه
| نام               | ترانه‌سرا        | آهنگساز         | تنظیم         |
| ----------------- | --------------- | --------------- | ------------- |
| کافیه             | روزبه بمانی     | بهنام کریمی     | بهروز صفاریان |
| وقت عشقه          | مهرزاد امیرخانی | فرشید ادهمی     | معین راهبر    |
| معجزه             | روزبه بمانی     | بهنام صفوی      | معین راهبر    |
| دنیامو عوض کن     | محمد کاظمی      | امیرعلی زمانیان | مهران عباسی   |
| چه حال خوبیه      | حسین غیاثی      | بهنام صفوی      | معین راهبر    |
| زیر یک سقف        | حسین غیاثی      | بهنام کریمی     | بهنام کریمی   |
| شوخی ندارم        | محمد کاظمی      | بهنام صفوی      | مهران عباسی   |
| حسود              | محمد کاظمی      | محمد کاظمی      | حامد برادران  |
| چه سودی می‌بری     | مریم اسدی       | بهنام صفوی      | حامد برادران  |
| دنیا به من نیومده | امین بامشاد     | بهنام صفوی      | آرون حسینی    |
| حیف               | محمد کاظمی      | بهنام صفوی      | حامد برادران  |
| فرصت کمه          | افشین یداللهی   | سیروان خسروی    | غلامرضا صادقی |
| خدا               | محمد کاظمی      | صادق نورانی     | غلامرضا صادقی |

### تک‌آهنگ‌ها[نیازمند منبع]
- بازی (آخرین آهنگ منتشر شده ۱۳۹۸)
- حواست نیست(۱۳۹۶)
- خوشبختی (همراه با آیهان ۱۳۹۶)
- الهی(۱۳۹۵)
- دعا می‌کنم(۱۳۹۵)
- ناموس (۱۳۹۵)
- تب (۱۳۹۳)
- ای جان(۱۳۸۶)
- سؤال
- همین حوالی
- احساس عجیب
- نامهٔ عشق
- وقتی تو باشی
- خاک تب‌دار
- بهترین روز خدا
- تولد دوباره
- سراب
- مجنون
- طاقت ندارم
- دلگیر
- اخراجی‌ها ۳ (نماهنگ اخراجی‌ها ۳)
- محرم اسرار (همراه با شهرام شکوهی)
- تو نزدیکی (همراه با علی اصحابی، فرزاد فرزین)
- یادگاری (همراه با شهاب رمضان)
- دیوونه بازی (همراه با شهاب رمضان)
- هنوزم عاشقتم (همراه با شهاب رمضان)

### تنظیم و آهنگ‌سازی برای دیگر خوانندگان
| نام                      | خواننده            | ترانه‌سرا            | آهنگ‌ساز        | تنظیم‌کننده  |
| ------------------------ | ------------------ | ------------------- | -------------- | ----------- |
| طعنه                     | حمید عسکری         | فرهاد زارع          | فرهاد زارع     | بهنام صفوی● |
| کی عوض شده               | حمید عسکری         | حمید عسکری          | حمید عسکری     | بهنام صفوی● |
| باور                     | حمید عسکری         | فرهاد زارع          | فرهاد زارع     | بهنام صفوی● |
| چشمای تو                 | حمید عسکری         | محمد کاظمی          | شهاب رمضان     | بهنام صفوی● |
| چشمان سیاه               | احسان آریا         | زانیار خسروی        | بهنام صفوی●    | بهنام صفوی● |
| کاش تو دنیای تو بودم     | احسان آریا         | محمد بکرانی         | بهنام صفوی●    | فرهاد زارع  |
| چه مهربون                | احسان آریا         | مریم اسدی           | بهنام صفوی●    | بهنام صفوی● |
| آلبوم ماه غریب           | مهدی عبدلی         | جمعی از ترانه‌سرایان | احمد ذکریایی   | بهنام صفوی● |
| سرگشته                   | حسین کشتکار        | فایز دشتی           | بهنام صفوی●    | بهنام صفوی● |
| شبای سرد                 | علی پوریان         | میلاد لطیفی         | بهنام صفوی●    | بهنام صفوی● |
| خلوت شب                  | افشین سپهر         | بیتا ریاحی          | بهنام صفوی●    | بهنام صفوی● |
| در انتهای شب             | افشین سپهر         | اهورا ایمان         | بهنام صفوی●    | بهنام صفوی● |
| خاطره                    | افشین سپهر         | روح‌انگیز بنیادلو    | بهنام صفوی●    | بهنام صفوی● |
| سر ابن کوچه              | افشین سپهر         | زهرا کلاته          | امید حجت       | بهنام صفوی● |
| قاب عکس                  | افشین سپهر         | بیتا ریاحی          | افشین سپهر     | بهنام صفوی● |
| طعم مستی                 | افشین سپهر         | شهاب افشار          | افشین سپهر     | بهنام صفوی● |
| گلکم                     | افشین سپهر         | بیتا ریاحی          | بهنام صفوی●    | بهنام صفوی● |
| پیش‌درآمد ماتم عشق        | افشین سپهر         | _________           | بهنام صفوی●    | بهنام صفوی● |
| ماتم عشق                 | افشین سپهر         | روح‌انگیز بنیادلو    | افشین سپهر     | بهنام صفوی● |
| عجب حوصله داری           | افشین سپهر         | داریوش ایزدپور      | بهنام صفوی●    | بهنام صفوی● |
| وقتی نیستی (انتظار)      | افشین سپهر         | محسن سعیدالسادات    | بهنام صفوی●    | بهنام صفوی● |
| آهویی دارم خوشگله        | گروه کودک          | رضا نقابت           | بنیامین بهادری | بهنام صفوی● |
| آلبوم زیباترین رنگین‌کمان | شخصیت عروسکی (چرا) | رضا نقابت           | رضا نقابت      | بهنام صفوی● |

### موزیک ویدئوها
| ردیف | نام موزیک ویدئو     | توضیحات     |
| ---- | ------------------- | ----------- |
| ۱    | تمنا                | موزیک ویدئو |
| ۲    | دلتنگتم             | موزیک ویدئو |
| ۳    | بگو آره             | موزیک ویدئو |
| ۴    | معجزه               | موزیک ویدئو |
| ۵    | سؤال                | برای تیتراژ |
| ۶    | دعا می‌کنم           | برای تیتراژ |
| ۷    | خدا                 | برای تیتراژ |
| ۸    | اخراجی‌ها ۳          | برای تیتراژ |
| ۹    | آرامش               | نماهنگ      |
| ۱۰   | پشیمونم             | نماهنگ      |
| ۱۱   | کاش خدا منو ببینه   | نماهنگ      |
| ۱۲   | چه بی‌اندازه میخوامت | نماهنگ      |
| ۱۳   | عشق من باش          | نماهنگ      |
| ۱۴   | همین حوالی          | نماهنگ      |